# براونفلز
بروانفلز (بالألمانية: Braunfels) هي بلدة، residenz، مدينة وبلدة ألمانية تقع في ألمانيا في غيسن. يقدر عدد سكانها بـ 11,235 نسمة .

## المدن التوأمة
مدن Bagnols-sur-Cèze، Eeklo، فيلتر، Kiskunfélegyháza، نيو براونفيلز، Newbury وRohrmoos-Untertal هي مدن توأمة لـبروانفلز.

## أعلام
- أماليا من زولمس-براونفلز
- بول لودفيغ إيفالد فون كلايست